# Richard Edgcumbe (Politiker, 1499)

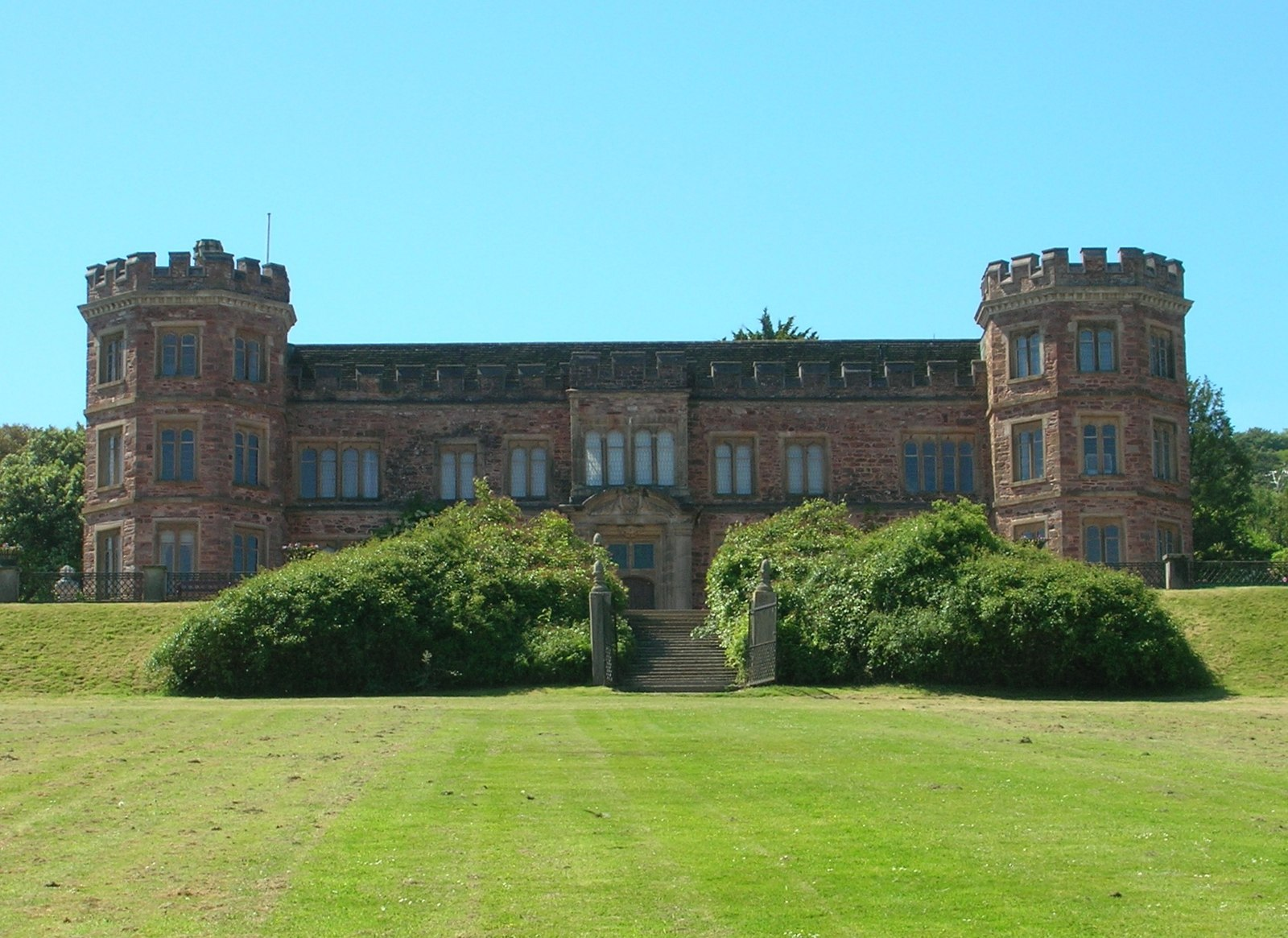
Das von Richard Edgcumbe erbaute Mount Edgcumbe House

Sir Richard Edgcumbe (auch Edgecombe) (* 1499; † 1. Februar 1562) war ein englischer Adliger und Politiker, der mindestens zweimal als Abgeordneter für das House of Commons gewählt wurde.

## Herkunft und Jugend
Richard Edgcumbe entstammte der Familie Edgcumbe. Er war der älteste Sohn von Sir Peter (Piers) Edgcumbe und dessen Frau Jane Dynham. Er studierte angeblich in Oxford, verließ aber vermutlich die Universität mit seiner Heirat 1516. Ab dem 2. Februar 1517 studierte er zusammen mit seinem jüngeren Bruder John und seinem Schwager Thomas Arundell am Lincoln’s Inn in London studierte. Sein Studium betrieb er jedoch nicht ernsthaft, sondern ließ sich oft entschuldigen.

## Übernahme erster politischer Ämter
Ab 1532 übernahm Edgcumbe erste Ämter in Südwestengland. Bis zu seinem Tod war er Friedensrichter von Devon und Cornwall, ab etwa 1539 war er Steward von Plymouth. Nach dem Tod seines Vaters 1539 erbte er dessen umfangreichen Besitzungen in Cornwall und Devon. Dazu erhielt er das Erbe seiner Mutter, wozu Stonehouse in Devon und Rame in Cornwall gehörten. Trotz Fürsprache von John Russel, 1. Baron Russell, einem engen politischen Verbündeten seines Vaters, bei Lordkanzler Thomas Cromwell erhielt Edgcumbe jedoch erst fast ein Jahr später, nach dem Sturz und der Hinrichtung Cromwells, sein Erbe zugesprochen.

## Aufstieg zum einflussreichen Landadligen
Wahrscheinlich erstmals bei den Unterhauswahlen 1542 wurde Edgcumbe als Knight of the Shire für Cornwall gewählt. Dabei hatte er vermutlich die Unterstützung seines Schwagers John Arundell, der zum Zeitpunkt der Wahl als Sheriff diente. Anlässlich der Parlamentseröffnung wurde Edgcumbe am 16. Januar 1542 zum Knight Bachelor geschlagen. Zwar wurde er nicht bei der Unterhauswahl 1545, sondern erst bei der Wahl 1547 als Knight of the Shire wiedergewählt, doch von 1543 bis 1544 diente er als Sheriff von Devon. In den 1540er Jahren war er mit für die Küstenverteidigung von Cornwall und Devon verantwortlich, und er organisierte mit dem Bau von Küstenbefestigungen zur Abwehr von Piraten, aber auch gegen eine befürchtete französische Invasion. 1548 stellte er nach einer gewalttätigen Revolte die Ordnung im Borough Helston wieder her. Dagegen spielte er keine Rolle bei der Niederschlagung der Prayer Book Rebellion im folgenden Jahr, zu deren Unterstützern sein Schwager Sir John Arundell gehörte. Nach dem Scheitern der Prayer Book Rebellion war Edgcumbe zwar von 1552 bis 1553 erneut Sheriff von Devon und von 1555 bis 1556 Sheriff von Cornwall, doch als Knight of the Shire kandidierte er 1553 oder bei den folgenden Wahlen nicht erneut. Stattdessen übernahm er als einer der größten Grundbesitzer in Südwestengland zahlreiche lokale Ämter und Aufgaben. Im Januar 1554 sollte er den Verschwörer Sir Peter Carew verhaften, der jedoch entkommen konnte. Auf der Halbinsel Rame, wo sein Vater bereits einen Hirschpark angelegt hatte, begann er 1547 mit dem Bau des neuen Familiensitzes Mount Edgcumbe House, das 1553 fertiggestellt wurde und das von ihm ebenfalls ausgebaute Cotehele House als Familiensitz ablöste. Auf Mount Edgcumbe hatte er im Juli 1554 die englischen, niederländischen und spanischen Admirale zu Gast, die Philipp von Spanien, den Bräutigam von Königin Maria, nach Southampton eskortiert hatten. Nach der Eroberung von Calais  durch Frankreich 1558 stellte er zur Abwehr eines befürchteten französischen Angriffs die Miliz von Cornwall auf. Nach der Thronbesteigung von Elisabeth I. gehörte er dem Ausschuss an, der den Besuch der Königin in der Diözese Exeter 1559 vorbereitete.

## Sonstiges
Edgcumbe war als Richter wegen seiner Gerechtigkeit, aber auch wegen seiner Frömmigkeit und seiner Großzügigkeit gegenüber seinen Dienern und Freunden beliebt. Nach den Angaben seines Enkels Richard Carew gehörte er zu den geachtetsten Landadligen in Südwestengland und wurde als good old man of the castle bezeichnet. Obwohl keines seiner Gedichte erhalten ist, galt er auch als respektierter Dichter, dazu verfasste er zahlreiche Briefe. Für den Bau von Mount Edgcumbe hatte er sich offenbar verschuldet, denn 1558 musste er seine weitgehenden Rechte an dem Borough Totnes verkaufen.
Er wurde in der Kirche von Maker begraben.

## Familie
Um 1516 hatte Edgcumbe Elizabeth Arundell, eine Tochter von John Arundell († 1545) aus Lanherne in Cornwall geheiratet. Die Ehe blieb kinderlos. Nach dem Tod seiner Frau heiratete er 1535 Elizabeth Tregian, eine Tochter von John Tregian aus Golden in Cornwall. Mit ihr hatte er vier Söhne und vier Töchter, darunter:
- Peter (auch Piers) Edgcumbe (1536–1608)
- Richard Edgcumbe
- Catherine Edgcumbe ⚭ Henry Champernown
- Elizabeth Edgcumbe ⚭ Thomas Carew
- Anne Edgcumbe († 1613)

In dritter Ehe heiratete Edgcumbe Winifred Essex, eine Tochter von Sir William Essex aus Lambourn in Berkshire. Das Jahr der Heirat ist nicht bekannt, die Ehe blieb kinderlos.
Er wurde in der Kirche von Maker begraben.